# Victoria von Rom

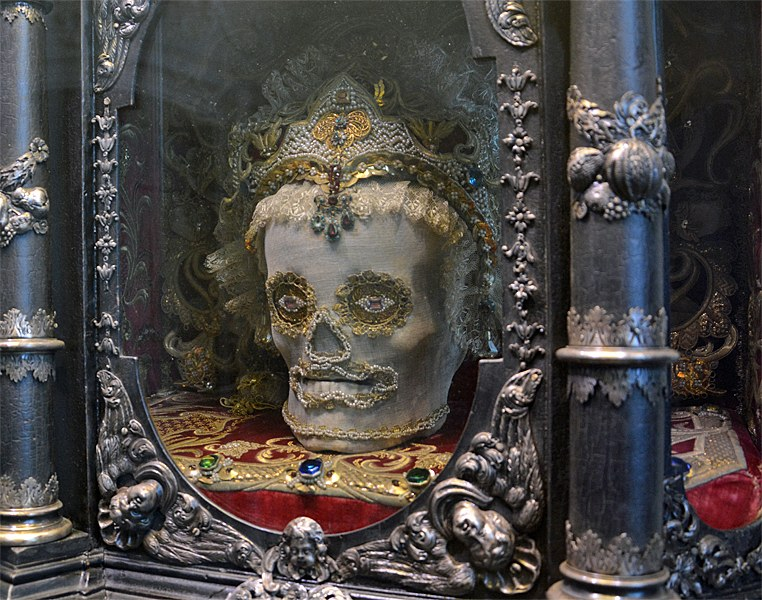
Viktoria-Reliquiar in der Kartause Ittingen

Victoria von Rom (lat. Siegerin, * 230 in Rom; † 23. Dezember 253 in Trebula Mutuesca, heute Monteleone Sabino, Prov. Rieti) ist eine frühchristliche Märtyrin, die in den Christenverfolgungen unter Kaiser Decius getötet wurde.

## Vita
Die Geschichte erzählt, dass Victoria von ihrem heidnischen Ehemann Eugenius wegen ihres christlichen Glaubens angezeigt und daraufhin enthauptet wurde.
Eine andere Überlieferung berichtet, sie sei im Amphitheater von einem Stier zerrissen worden.

## Verehrung

### Gedenktag
Ihr Gedenktag ist der 23. Dezember (auch der 10. Juli).

### Anrufung und Schutzpatronate
Sie ist Schutzheilige von
- Monteleone Sabino, ihrem Sterbeort
- Santa Vittoria in Matenano, dem Aufbewahrungsort ihrer Reliquien
- Carsoli AQ
- Spongano LE

### Patronate
- Chiesa di Santa Vittoria a Thiesi SS[2]
- Chiesa di Santa Vittoria a Milis[3]
- Chiesa di Santa Vittoria di Monteleone Sabino RI, ihre Hauptkirche[4][5]